# Kajzerwald
Kajzerwald (ukr. Кайзервальд) – dzielnica Lwowa, w rejonie szewczenkowskim (część zachodnia) i łyczakowskim (część wschodnia) obejmująca południową część Zniesienia. Jej granice wyznaczają ulice Maksyma Krywonosa (Teatyńska), Opryszkiwśka (Kisielki), Piskowa (Piaskowa), Iwana Krypjakewycza (J. Galla), Starozniesieńska, Ołeksy Dowbusza (św. Wojciecha), Metropolity Łypkiwśkego (Helanki).

## Położenie

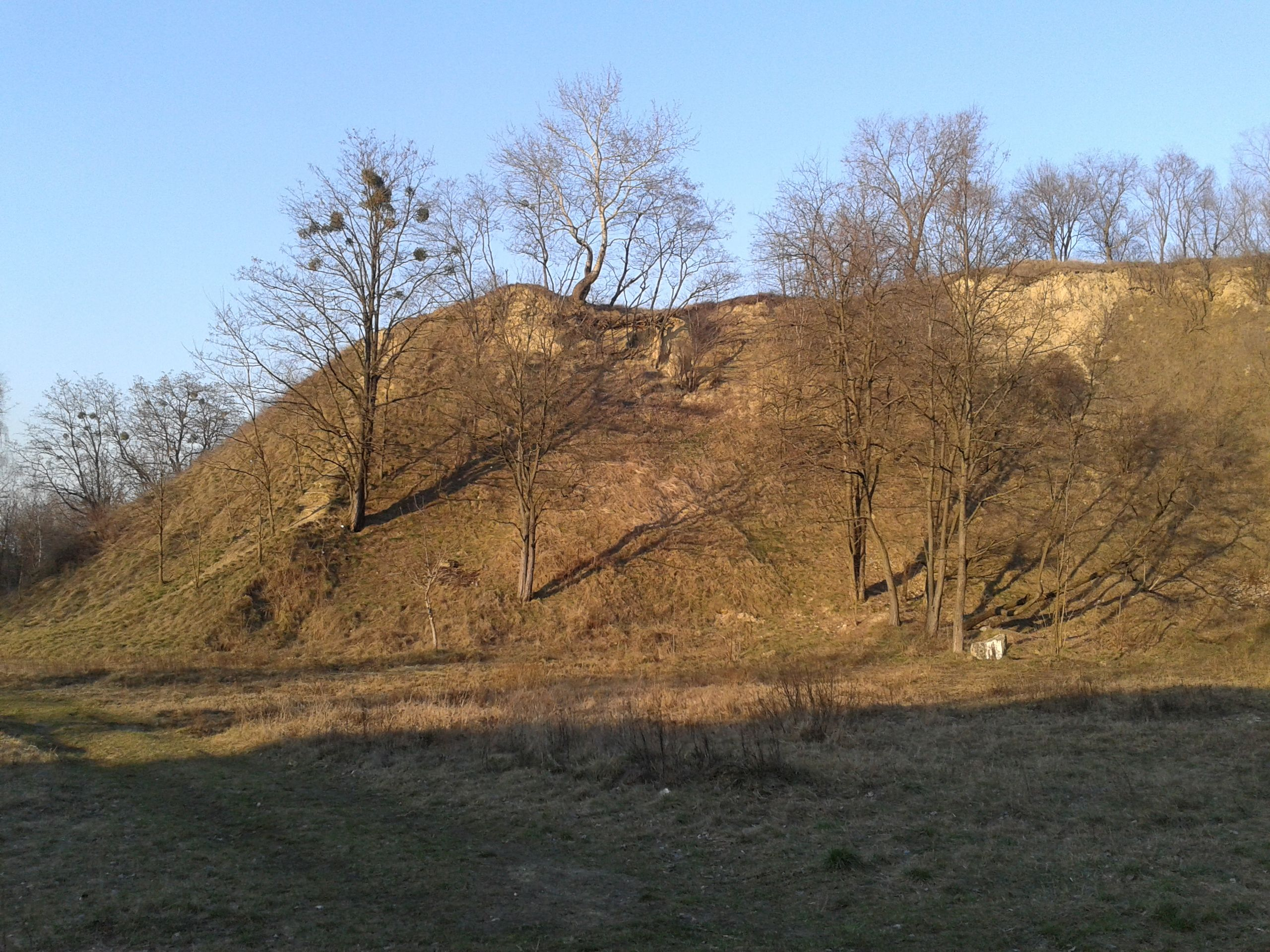
Stoki Kajzerwaldu

Kajzerwald obejmuje pagórkowaty teren, który posiada strome stoki, liczne niewielkie doliny i wąwozy. Od zachodu sąsiaduje z Wysokim Zamkiem, od których oddziela go jedynie ulicy Opryszkiwśka, a od wschodu masyw Czartowskiej Skały. Jego środkową część zajmuje położony równoleżnikowo zalesiony grzbiet wzniesienia, który jest częścią europejskiego działu wodnego oraz tzw. Lwowskiego plateau, jego wysokość w kilku miejscach dochodzi do 360–370 m n.p.m. Oddziela on położony na południe Łyczaków od znajdującego się na południe Zniesienia. Kajzerwald rozgranicza leżący na południe Lwowskie plateau należący do Opola lwowskiego będącego częścią Podola od znajdującego się na północ Pobuża. Grzbiet ten od zachodu zaczyna się Lwią Górą (Łysą, Piaskową) o wysokości 395 m n.p.m. a od wschodu łagodnie przechodzi w północną część rejonu łyczakowskiego.

## Historia

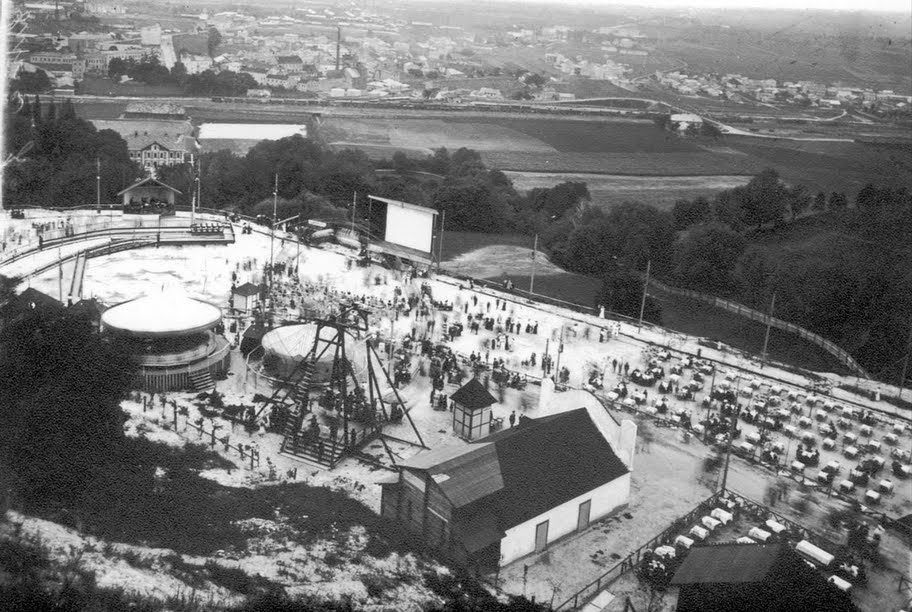
Lunapark istniejący w latach 1908–1914

Najstarsza nazwa tego obszaru to Wzgórze Brodzkie, ponieważ u jego podnóża rozpościerało się tzw. przedmieście brodzkie. Następną nazwą była Alembekowska Pasieka, pochodziła ona od nazwiska właścicieli, rodziny Alembeków (pierwotnie Alnpech) i obejmowała jedynie część lasu i folwark. W drugiej połowie XVIII ziemię tę kupił burmistrz lwowski Franciszek Longchamps de Bérier, a następnie we wschodniej części sąsiadującej z Krzywczycami wybudował swoją posiadłość. Od spolszczonej formy jego nazwiska majątek ten zaczęto nazywać Lonszanówką. Podczas pobytu we Lwowie cesarz Józef II Habsburg został zaproszony przez burmistrza do jego posiadłości, która podobała mu się tak bardzo, że podczas kolejnego pobytu również tu przebywał. Przed cesarskimi wizytami las był porządkowany a nawet ustawiano w nim rzeźby w modnym wówczas stylu. Na jego cześć cały kompleks leśny nazwano wówczas „Kaiserwald” (Cesarski las, Cesarski lasek), co wkrótce spolszczono na Kajzerwald. W 1908 uruchomiono w zachodniej części lunapark, ale działał on jedynie do 1914. W latach 1910–1930 znajdowała się tu skocznia narciarska. Na początku lat 60. XX wieku władze miasta postanowiły na terenie pomiędzy Lonszanówką a Krzywczycami wybudować skansen budownictwa ludowego oraz park rekreacyjno-sportowy, który zawierałby m.in. skocznię narciarską, tory bobslejowe, w pobliżu miał stanąć monumentalny pomnik Tarasa Szewczenki. Z całego założenia pozostał tylko zrealizowany w latach 1966–1971 skansen budownictwa ludowego „Szewczenkowski Gaj”. Obecnie teren leśny Kajzerwaldu pełni funkcje rekreacyjne, jest też przez lwowian wykorzystywany do uprawiania sportów zimowych.

## Obiekty na terenie Kajzerwaldu
- Cerkiew św. Męczennika Jozafata i Wszystkich Świętych Ukraińskich, dawniej Kościół św. Wojciecha księży Misjonarzy we Lwowie (ul. Ołeksy Dowbusza 24)
- Dziecięca klinika Ochmatdit (d. Sanatorium PCK) Łysenki 31
- Cerkiew św. Jana Chryzostoma, dawniej Kościół Serca Pana Jezusa i klasztor Franciszkanek we Lwowie (ul. Mykoły Łysenki 43)
- Cerkiew świętych Kosmy i Damiana, dawniej Kaplica Świętej Rodziny i klasztor Franciszkanek Rodziny Maryi we Lwowie (ul. Mykoły Łysenki 45)